# Benkos Biohó
Benkos Biohó (Islas Bijagós, Guinea Portuguesa ~1550-1599 - Cartagena de Indias, 16 de marzo de 1621), llamado también Domingo Biohó, fue un líder que comandó una rebelión de esclavos cimarrones en el Nuevo Reino de Granada en el siglo XVII, convirtiéndose en rey del pueblo libre de San Basilio de Palenque.

## Biografía
Nació en la región de Biohó, una región de la que forman parte las islas Bijagós en la Guinea Portuguesa (actual Guinea Bissau), en el occidente de África. Era un miembro de la etnia bijago, al igual que su esposa, la Reina Wiwa. Su nombre de esclavo, Domingo, procedió probablemente de uno de los mercaderes portugueses que como otros tenía hasta 1595 una licencia y posteriormente un convenio concedidos por la Corona española para el tráfico de seres humanos capturados en África a fin de ser usados como fuerza esclava en el Nuevo Mundo a esto se le conoce como: Asiento de negros .
El nombre Benkos, recogido en la tradición oral, corresponde a un lugar al oriente del río Senegal que, así como aquellos del territorio de Bambuque con alrededor de trescientos poblados, era un vasallaje del pueblo masái.
El pueblo bijago no era favorecido por los esclavistas dado que se les adjudicaba una naturaleza rebelde. Era común entre ellos suicidarse a bordo de los barcos negreros con el fin de evitar la vida entre cadenas. Del mismo modo se les acreditaba con una naturaleza guerrera. Descripciones contemporáneas señalaban que cada bijago era un guerrero entrenado tanto en el uso de armas de fuego, como el arte de la espada y el escudo. La sociedad bijago era altamente equitativa. Cada isla en el archipiélago en la que el grupo étnico habitaba era gobernada de manera independiente y era dirigida por un grupo de ancianos, sin reconocimiento de ningún rey. Los dirigentes no se distinguían de los gobernados y los bienes eran compartidos de manera comunal sin distinción de estrato social o edad. Del mismo modo los botines de guerra eran repartidos de manera equitativa entre las tripulaciones de los barcos de guerra bijagos.
Fue en este contexto que Biohó fue capturado junto con su esposa Wiwa, su hijo mayor Sando Biohó y su hija Orika. La sociedad bijago era tumultuosa y no era extraño que diversas tripulaciones se embarcaran en la empresa de capturar personas negras, muy posiblemente fue así que la familia de Benkos terminó a bordo de un buque negrero europeo como propiedad del esclavista portugués Pedro Gómez Reynel. La familia de esclavos arribó a Cartagena de Indias, principal puerto del entonces Nuevo Reino de Granada y fueron vendidos inicialmente a Juan de Palacio, sin embargo en 1596 pasaron a manos del capitán Alonso de Campos, quien operaba al servicio del gobernador.

### Huida
Según lo narrado por fray Pedro Simón "por fines de 1599 (...) comenzó un alzamiento y retiro de ciertos negros cimarrones". La rebelión se encontraba encabezada por Domingo Biohó, nombre con el que los españoles conocían a Benkos. El líder esclavo, descrito por Simón como "brioso, valiente y atrevido", encabezó una expedición inicial de treinta esclavos negros con dirección al arcabuco y ciénaga de Matuna, al sur de la villa de Tolú.
En su caza partió Juan Gómez, quien encabezaba una cuadrilla de veinte hombres armados, con el objetivo de someter a los fugitivos. La empresa fue un fracaso total, sufriendo los españoles una derrota brutal a manos de los cimarrones y cobrando la vida del líder de la expedición. Los cimarrones de Biohó, victoriosos, continuarían su expedición hacia los montes de María hasta encontrar un buen terreno para asentarse; ahí establecieron empalizadas, de estilo muy común en el África Occidental, fundando así el Palenque de San Basilio.
Ante las noticias del fracaso de la primera expedición el entonces gobernador don Jerónimo de Zuazo y Casasola, conformó una nueva expedición formada por españoles y esclavos sumisos. A cargo de la expedición se encontraba el capitán Diego Hernández Calvo, seguido por Francisco de Campos, hijo de Alonso de Campos el otrora amo de Benkos, como subalterno. La escuadrilla esclavista fue sorprendida por los cimarrones y derrotada de forma decisiva, hiriendo a Francisco de Campos a quién tomaron como prisionero.
De acuerdo a la tradición oral recogida entre las gentes de Cartagena de Indias, como cautivo Francisco de Campos se reencontró con la princesa Orika, joven hija de Benkos, quien en el pasado había estado al servicio de su familia. Ante la insistencia de la joven, se le permitió el darle cuidado médico al prisionero herido y de acuerdo a la tradición oral entre los dos surgió un romance. La pareja de amantes decidió entonces emprender la fuga, a sabiendas de que su relación no podría continuar al interior del palenque. Sin embargo su huida fue interrumpida cuando Francisco fue alcanzado por una bala de arcabuz proveniente de sus perseguidores cimarrones, muriendo en los brazos de su amada. La princesa Orika fue entonces forzada a regresar a San Basilio, donde fue enjuiciada por su traición y condenada a muerte.

### Gobierno
El rey Benkos Biohó, gobernó en conjunción con un capitán general de nombre Lorencillo. La estructura del palenque era de carácter militar, incluyendo un teniente de guerra, un alguacil mayor y un tesorero; adicionalmente había un líder espiritual calificado por los españoles de zahorí.
Los hombres de Biohó emprendieron campañas en Cartagena, Tolú, Mompós y Tenerife; asaltando plantaciones y rebaños de ganado a fin de reunir recursos y liberar cimarrones aliados. Nuevos alzamientos y fugas se dieron cuando la voz del reino de negros libres comenzó a correr entre los esclavos de la región, aumentando así en número las filas del Palenque.

### Tratado de paz y captura
Como no pudo derrotar a los cimarrones, el gobernador de Cartagena Jerónimo de Zuazo y Casasola ofreció el 18 de julio de 1605 un tratado de paz a Benkos Biohó, sin embargo la paz no se concretaría sino hasta 1613, cuando el sucesor de Zuazo, Diego Fernández de Velasco finalmente pudo acordar una tregua. Así se terminó reconociendo la autonomía del Palenque de la Matuna y aceptando el libre tránsito de los cimarrones por la ciudad, en tanto que el palenque se comprometía a no recibir más cimarrones, a no estimular nuevas fugas y a no usar título de rey.
A Benkos se le permitió que entrase a la ciudad vestido como caballero según lo indica Fray Pedro Simón

Los cimarrones tuvieron licencia para que entrasen en la ciudad y saliesen (...) como lo hacían á todas horas, y el Bioho andaba con tanta arrogancia que demás de andar bien vestido á la española, con espada y daga dorada, trataba su persona como un gran caballero
Pedro Simón,  Noticias historiales de las conquistas de Tierra Firme en las Indias Occidentales

El tratado fue violado por los españoles en 1619 cuando, andando descuidadamente, Biohó fue sorprendido por la guardia de la muralla y apresado. El nuevo gobernador Don García Girón ordenó su ejecución, argumentando que era peligroso el respeto que Biohó generaba en la población, porque «con embustes y encantos se lleva tras de sí a todas las naciones de Guinea que hay en la ciudad». El rey Benkos Biohó fue finalmente ahorcado y descuartizado el 16 de marzo de 1621.

## Desarrollo posterior de los palenques
Hacia finales del siglo XVII, en la zona de los Montes de María había más de 600 cimarrones, bajo el mando de Domingo Padilla, que reclamaba para sí el título de «capitán» mientras su esposa Juana adoptaba el de «virreina», y se opusieron con éxito a los intentos de soberanía de las autoridades virreinales. 
La historiadora María del Carmen Borrego Pla, utilizando dos legajos del Archivo de Indias  delimitó los palenques que existían en los últimos veinticinco años del siglo XVII, en tres áreas geográficas principales:
- Los del norte en la sierra de Luruaco compuestos por negros criollos y conocidos con los nombres de Betancur y Matubere;

- Los del centro en los Montes de María, con gentes de larga trayectoria cimarrona, organizadas en cuatro palenques, aunque solamente se mencionan dos de ellos, el de San Miguel y el del Arenal;

- Los del sur en la serranía de San Lucas, entre los ríos Magdalena y Nechí, conocidos como los palenques de Norosí y Cimarrón, formados por negros criollos.

## San Basilio de Palenque
El después llamado San Basilio de Palenque fue un símbolo de independencia para los esclavos fugitivos, convirtiéndose en el primer «pueblo libre de América», por decreto real del rey de España del año 1713. Allí se habla hasta hoy un idioma propio proveniente del portugués antiguo, incluyendo algunas palabras de idiomas africanos. Los africanos capturados hablaban en diferentes idiomas y en el barco de traficantes, para poder comunicarse, aprendían el idioma de sus captores portugueses. Al fugarse aún no habían aprendido el castellano y llegaban al palenque hablando en portugués.
En 2005, el San Basilio de Palenque fue declarado como Obra Maestra del Patrimonio Oral e Inmaterial de la Humanidad, por la Unesco. A unos 70 kilómetros al sur de Cartagena, sobre cerros de valor estratégico que eran usados como puestos de vigías, todavía se oyen los nombres de los palenques vecinos: Sincerín, Mahates, Gambote.

## Legado cultural
Benkos Biohó ha sido retomado como figura narrativa en varias producciones culturales de los últimos años. Aparece en:
- La leyenda “El Rey del Arcabuco”, de Camilo Delgado. Correspondiente de la Academia Nacional de Historia, bajo el pseudónimo del Doctor Arcos, Delgado escribió varias leyendas en el diario El Porvenir. Posteriormente salieron publicadas en tres volúmenes intitulados Historia, leyendas y tradiciones de Cartagena (1912). La leyenda salió en el tomo de 1913.
- La novela Orika de los palenques (1991), del autor colombiano Germán Espinosa.
- La novela Benkos... las alas de un cimarrón (2023), del autor palenquero-cartagenero, investigador africanista Antonio Prada Fortul.